# 俄羅斯的安德烈·亞歷山德羅維奇王子
安德烈·亞歷山德羅維奇（Андрей Александрович，1897年1月24日—1981年5月8日），亞歷山大·米哈伊洛維奇大公的長子。
安德烈的父親是沙皇尼古拉一世的孫子，母親是亞歷山大三世的女兒、尼古拉二世的妹妹。

## 家庭
1918年，安德烈與伊莉莎貝塔·魯弗（Elisabetta Ruffo）結婚，兩人共有2子1女：
- 謝妮亞·安德烈耶芙娜（英语：Princess Xenia Andreevna of Russia）（1919年—2000年）
- 米哈伊爾·安德烈耶維奇（英语：Prince Michael Andreevich of Russia）（1920年—2008年）
- 安德魯·安德烈耶維奇（1923年—），現任羅曼諾夫王朝首領

伊莉莎貝塔於1940年死於倫敦大轟炸。1942年，安德烈與娜丁·麥克杜格爾（Nadine McDougall）結婚，兩人有一個女兒：
- 奧爾加·安德烈耶芙娜（英语：Princess Olga Andreevna Romanoff）（1950年—）現任羅曼諾夫家族協會（英语：Romanov Family Association）主席